# Prinț de Monaco
Prințul de Monaco (în franceză prince de Monaco) este șeful statului Monaco. Această țară este a doua cea mai mică țară din lume, fiind un oraș-stat. Este condusă sub modelul unei monarhii constituționale, în care prințul este practic șeful statului. Actualul prinț de Monaco este Albert al II-lea.